# F. Gary Gray
Felix Gary Gray (17 de julio de 1970) es un director de vídeos musicales, director de cine, productor y actor estadounidense. Gray dirigió películas como Friday, Set It Off, The Negotiator, y Straight Outta Compton, así como el remake de The Italian Job. En el 2022 dirigió el tráiler musical para el Super Bowl LVI en el show de medio tiempo donde actuaron estrellas musicales como: Mary J.Blige, Dr. Dre, Eminem, Kendrick Lamar y Snoop Dog.

## Filmografía

### Películas
| Año  | Película                       | Director | Productor | Otro | Nota                            |
| ---- | ------------------------------ | -------- | --------- | ---- | ------------------------------- |
| 1995 | Friday                         | Sí       | No        | Sí   | Cameo como «Black Man at Store» |
| 1996 | Set It Off                     | Sí       | Sí        | Sí   |                                 |
| 1998 | The Negotiator                 | Sí       | Sí        | No   |                                 |
| 1999 | Ryan Caulfield: Year One       | Sí       | Sí        | No   | Serie de televisión             |
| 2003 | The Italian Job                | Sí       | No        | No   |                                 |
| 2003 | A Man Apart                    | Sí       | Sí        | No   |                                 |
| 2005 | Be Cool                        | Sí       | Sí        | No   |                                 |
| 2009 | Law Abiding Citizen            | Sí       | No        | No   |                                 |
| 2015 | The Sea Of Trees               | No       | Sí        | No   |                                 |
| 2015 | Straight Outta Compton         | Sí       | Sí        | Sí   | Cameo como «Greg Mack»          |
| 2017 | The Fate of the Furious        | Sí       | No        | No   |                                 |
| 2019 | Men in Black: International    | Sí       | No        | No   |                                 |
| 2024 | Lift: un robo de primera clase | Sí       | No        | No   |                                 |

### Videos musicales
- «It Was a Good Day» por Ice Cube (1992)
- «Call Me a Mack» por Usher (1993)
- «I Ain't Goin' Out Like That» por Cypress Hill (1993)
- «When The Ship Goes Down» por Cypress Hill (1993)
- «Fantastic Voyage» por Coolio (1993)
- «Natural Born Killaz» por Dr. Dre and Ice Cube (1994)
- «Saturday Nite Live» por Masta Ace Incorporated (1994)
- «Southernplayalisticadillacmuzik» por OutKast (1994)
- «Black Hand Side» por Queen Latifah (1994)
- «Keep Their Heads Ringin» por Dr. Dre (1995)
- «Pretty Girl» por Jon B. (1995)[3]
- «I Believe In You And Me» por Whitney Houston (1995)
- «Waterfalls» por TLC (1995)
- «Diggin' On You» por TLC (1995)
- «How Come, How Long» por Babyface (1996)
- «If I Could Turn Back the Hands of Time» por R. Kelly (1999)
- «Ms. Jackson» por OutKast (2000)
- «Bang Bang Boom» por Drag-On (2004)
- «Show Me What You Got» por Jay-Z (2006)
- «Super High» por Rick Ross (2010)